# Tjeri Mugler
Manfred Tjeri Mugler (Strazburg, 21. decembar 1948 — Vensen, 23. januar 2022) bio je francuski modni dizajner.

## Rani život i obrazovanje
Mugler je rođen u Strazburu u Francuskoj. Njegova strast vodila ga je više prema crtanju nego prema školi. U devetoj godini života počinje da se bavi klasičnim plesom, a sa 14 godina pridružuje se baletskom korpusu Rajnske Opere. U isto vreme, Mugler je zapoceo formalnu obuku za dizajn enTjerijera u školi Dekorativnih umetnosti u Strazburu.

## Karijera
Sa 24 godine, preselio se u Pariz. Počeo je da dizajnira odeću za pariski butik Gudule. Sa 26 godina, Mugler, koji je radio kao slobodni dizajner, počeo je da dizajnira za razne velike konfekcijske kuće u Parizu, Milanu, Londonu i Barseloni.
Godine 1978. otvorio je svoj prvi butik u Parizu na Place des Victoires u 1. arondismanu i brzo je stekao pažnju kao jedan od najekstremnijih dizajnera širokih ramena za jesen 1978, sa sklonošću ka naučnoj fantastici sredinom 20. veka i preteranom glamuru u stilu 1940-50-ih, obeležen oštro konstruisanim krojem.
U isto vreme, Tjeri Mugler je objavio modnu kolekciju za muškarce.
Nastavio je u sledećoj deceniji sa svojim ramenima u stilu 1940-tih na odelima krojenim iz 1950-tih i vagnerijanskom predstavom.
Tokom 1980-ih i 1990-ih, Tjeri Mugler je postao međunarodno priznati dizajner, poznat posebno po svojim zgodnim odelima, a njegove kolekcije su postigle veliki komercijalni uspeh.
Osim nekoliko umirenih salonskih prezentacija kasnih osamdesetih(kada je takođe smanjio podloge za ramena),  njegove modne revije su bile ekstravagantne afere koje su se održavale u okruženju nalik areni i kolekcije povezane sa njima imale su teme. Teme naučne fantastike iz kasnih sedamdesetih, temu Afrike jedne sezone, tema vampira-đavola sledeće sezone, praćenu vodenom temom.
Na zahtev Chambre Sindicale de la Haute Couture, završio je svoju prvu kolekciju visoke mode 1992. godine.
Dizajnirao je haljine Viktora Lazla za vođenje Evrovizije 1987. godine.
On je kreirao crnu haljinu koju je nosila Demi Mur u filmu iz 1993. Nepristojna ponuda.
Mugler je objavio svoju prvu fotografsku knjigu 1988. godine, Thierri Mugler: Photographer. Usledila je monografija iz 1999. godine pod naslovom Fashion Fetish Fantasy koja objedinjuje fotografije njegovih kreacija.
Mugler takođe režira kratke filmove, reklamne filmove i video klipove. Redovno dizajnira kostime za muzičke komedije, koncerte, opere i pozorište (uključujući Magbeta za Comedie Francaise).  
Radio je sa Robertom Altmanom i Džordžom Majklom. Režirao je video za Majklov Too Funky 1992. godine.
Takođe je režirao prvi reklamni film za jedan od svojih mirisa, Alien.
Klarins ima prava na svoje ime Thierri Mugler od 1997. godine.

## Povlačenje iz mode
Klarins je zatvorio konfekcijsku komponentu Muglerovog brenda 2003. godine, zbog finansijskih gubitaka. Međutim, držali su odeljenje parfema otvorenim, jer je bilo profitabilno. 
Mugler je napustio modu 2002. godine. Na pitanje o toj temi rekao je: „Moda je lepa, 3-D umetnost na ljudskom biću. Ali to nije bilo dovoljno, zbog čega sam nastavio da stvaram na druge načine. Za mene to nije bilo više pravi alat. Ali parfem me i dalje zanima.”
Godine 2008. brend Mugler je lansirao Thierry Mugler Beauty, vrhunsku liniju kozmetike.
Godine 2009. Mugler je radio kao umetnički savetnik pevačice Bijonse.  Kreirao je kostime za njenu „I Am... World Tour“.
U septembru 2010. godine, Nikola Formiketi je proglašen za kreativnog direktora brenda Tjeri Mugler. Promenio je ime brenda u MUGLER, uklonivši prvo ime, a u januaru 2011. godine pokrenuo je oživljavanje kolekcije muške odeće Brenda, u saradnji sa Romainom Kremerom.
Priča The New York Times iz aprila 2010. govorila je o Muglerovoj kozmetičkoj transformaciji. "Mugler je sebe nazvao Manfred i transformisao je svoje telo...u ono što je naizgled spektakl od 240 funti mišića, bradavica i tetovaža..."
Pošto je više od dve godine bio kreativni direktor MUGLER-a, Formiketi je u aprilu 2013. najavio da će se on i modna kuća rastati. 
Formiketi je napustio MUGLER da bi radio za italijanski brend Diesel.
U decembru 2013. modna kuća MUGLER je najavila Dejvida Komu za umetničkog direktora.
Godine 2016. Mugler je kreirao i režirao muzički spot i scenu za pesmu Evrovizije u San Marina u izvedbi turskog pevača Serhata „Nisam znao“ .
Uprkos povlačenju iz svog brenda 2003. godine, napravio je izuzetak da dizajnira pod svojim imenom House of Mugler za Met gala 2019. i za njegovu dragu prijateljicu, Kim Kardashian. Dobivši inspiraciju od Sofije Loren u filmu Dečak na delfinu, Mugler je zamislio mokru devojku iz Kalifornije. Otuda i stvaranje „mokre haljine”.

## Parfemi
Muglerov prvi parfem pojavio se 1992. godine i zvao se Angel.
Angel sadrži kombinaciju pralina i čokolade pomešane sa jakim akordom pačulija. Bio bi deo novog tipa mirisa koji se zove gurmanski. Angel bocu, dizajn u obliku fasetirane zvezde, kreirali su Brosse Master Glassmakers. 
Obožavaoci mirisa su Dajana Ros, Barbara Volters, Eva Mendes i Hilari Klinton.
Godine 1996. Mugler je ispratio Angel muškom verzijom pod nazivom Angel Men ili A*Men. Ovaj miris uključuje note karamele, kafe, vanile, pačulija i meda.
Godine 2005. stvoren je Alien, drugi veliki miris Tjerija Muglera. 
Takođe 2005. godine, Terri Mugler je pokrenuo “Terri Mugler Parfem Radionice“, koje su otvorene za širu javnost i vode ih stručnjaci iz sveta parfimerije i enologije.
Angel i Alien zajedno proizvode oko 280 miliona dolara godišnje od prodaje.
Godine 2010. miris Womanity je izdala kuća Mugler.
Najnoviji Muglerov miris, Angel Muse, izašao je 2015., a Angel Nova u junu 2020. Godine 2006. Tjeri Mugler je završio projekat za lansiranje filma Toma Tikvera „Parfem”. U saradnji sa kompanijom IFF, Terri Mugler je kreirao set od petnaest kompozicija.
Tokom 2007. godine, i dalje prateći temu metamorfoze, Mugler je lansirao “Mirror Mirror”, kolekciju od pet mirisa, kreiranih kao „parfemska prevara“ da „pojača svoje prisustvo“.

## Privatni život i smrt
Mugler je otvoreno gej i dugogodišnji je bodibilder. Od svog odlaska iz mode postao je značajno povučen. Za to vreme počeo je da se zove svojim imenom Manfred i počeo je da se bavi bodibildingom. Smatrao je da je Tjeri Mugler etiketa, brend. Želeo je da pređe na druge stvari.
Mugler je doživeo nekoliko nesreća koje su promenile njegov izgled. Nos mu je uništen u sudaru s džipom, a u nesreći na motoru zadobio je povredu od čeličnih kablova, zbog čega su mu uklonili komad metala iz noge. U intervjuu je izjavio da je hirurg presadio kost iz kuka na njegovu bradu, jer je želeo da njegovo lice odražava njegov životni put – od vitkog igrača do ratnika.
Preminuo je prirodnom smrću u svom domu u Vensenu, blizu Pariza, 23. januara 2022. u 73. godini.